# Liepāja
Liepāja er den tredjestørste by i Letland og har 78 144 indbyggere (2016). Byen ligger ud til Østersøen. Byen blev grundlagt i 1253 og fik byrettigheder i 1625. 

## Kendte bysbørn
- Kirovs Lipmans – erhvervsleder
- Guntars Račs – musiker, sangskriver og musikproducer
- Uldis Sesks – borgmester siden 1997